# Saravena

Localização do município e cidade de Saravena, no departamento de Arauca

Saravena é uma cidade e município da Colômbia, o terceiro mais importante do departamento de Arauca. Sua localização aproximada é 6° 57′ 50″ N, 71° 52′ 54″ O.